# 久保井規夫
久保井 規夫（くぼい のりお、1942年（昭和17年） - ）は、元大阪府公立学校の教諭、政治活動家、著述家。アジア民衆歴史センター（APHC）主宰。2013年5月23日に外務省の渡航自粛要請を無視して竹島に強行上陸したことで知られる。

## 略歴・人物
香川県仲多度郡琴平町生まれ。香川大学教育学部卒業。教諭として大阪府内の公立小中学校で勤務。2003年3月に退職。桃山学院大学元非常勤講師だが、韓国のメディアでは「元桃山学院大学教授」「桃山学院大学の久保井規夫元名誉教授」などと報じられることもある
。
もともと日本共産党北摂地区委員会に所属しており、1970年1月29日、大阪府吹田市立岸部小学校に勤務中、同和教育をめぐって部落解放同盟大阪府連合会吹田光明町支部書記長から顔面を殴打され、同人を傷害罪で刑事告訴した。しかし1972年6月6日、みずからが日本共産党から除名されると、この暴力事件は日本共産党の指示によるでっち上げだったと主張するようになり、結果として1974年11月11日、大阪地方裁判所で被告人は無罪となった（ただし左頸部に対する傷害の事実そのものは裁判所に認定されている）。1977年5月27日、大阪高等裁判所でも傷害の事実そのものは認められつつ「被告人の故意に基づく暴行ではない」との理由で無罪判決が出た。本当にでっち上げだったとすると告訴人の久保井には虚偽告訴罪が成立するが、そのような訴追は行われていない。

## 竹島の帰属問題に関する主張
『図説　竹島＝独島問題の解決』において「独島（竹島）問題は領土ではなく歴史の問題」と主張し、2013年5月には韓国側の招きで「『竹島の日』を考え直す会」の他のメンバー2人と共に竹島を訪問し、太極旗を振って「独島は韓国領」と叫んだ。
長久保赤水の『日本輿地路程全図』や『改正日本輿地路程全図』には、現在、日韓間で領有問題の起きている竹島が当時の名称「松島」で記されているが、久保井は、日本では竹島の日本領有を裏付ける資料としてしばしば引用されるとしているが、竹島と松島には地図の初版から日本の領有を示す経線緯線が引かれていない。1840年の第5版は竹島・松島が日本の所有ではないとして地図から消している。これは1836年 浜田藩の会津屋八右衛門の事件（竹島事件）を受けて、幕府が竹島・松島が日本領ではないということを明確にするために取った処置と久保井は考える。その後、1846年版に再び竹島と松島が地図に表われ、経線緯線が地図全体に引かれるようになる。この件について久保井は、「竹島」（鬱陵島）は、1696年の竹島一件で明確に朝鮮領となったため、長久保赤水の地図において、常に「竹島」（鬱陵島）と同じ水域に表示されるはずの「松島」（＝独島）だけを日本領とするのには無理があると主張している。
『改正日本輿地路程全図』について久保井は「製作者の序文も、発行場所の名称も、『第○版』という刻印もないので海賊版である」と主張し、「日本政府が正規版ではない海賊版を使用するのは、鬱陵島・独島を日本領に仕立てることができるから」と断罪している。
韓国の民間団体「独島を日本に知らせる運動連帯」は、2013年5月2日、韓国の有力紙中央日報に「朴槿恵大統領に捧げる公開請願」という2面にわたる意見広告を掲載した。その中で、韓国の主張に同調する日本人学者を「正しい学者」として堀和生京都大学教授、内藤正中島根大学名誉教授、梶村秀樹東京大学教授、芹田健太郎愛知学院大学教授を挙げ、久保井も「古地図収集家」として名前が挙げられている。
「『竹島の日』を考え直す会」の会合では、パンフレットに「歴史学名誉博士」といった肩書で紹介されることがある。

## 著書
- 『わかりやすい日本民衆と部落の歴史』明石書店、1987年5月。ISBN 978-4750301624。
- 『前近代編 図説 朝鮮と日本の歴史』明石書店、1994年9月。ISBN 978-4750306223。
- 『日本の侵略戦争とアジアの子ども』明石書店、1996年8月。ISBN 978-4750308425。
- 『消され、ゆがめられた歴史教科書』明石書店、2004年7月。ISBN 978-4750319438。
- 『絵で読む大日本帝国の子どもたち』柘植書房新社、2006年6月。ISBN 978-4806805533。
- 『図説 病の文化史―虚妄の怖れを糾す』柘植書房新社、2006年12月。ISBN 978-4806805496。
- 『図説 食肉・狩猟の文化史』柘植書房新社、2007年3月。ISBN 978-4806805502。
- 『絵で読む紫煙・毒煙「大東亜」幻影』柘植書房新社、2007年11月。ISBN 978-4806805724。
- 『図説 竹島=独島問題の解決』柘植書房新社、2014年6月。ISBN 978-4806806615。